# Брахикефалия

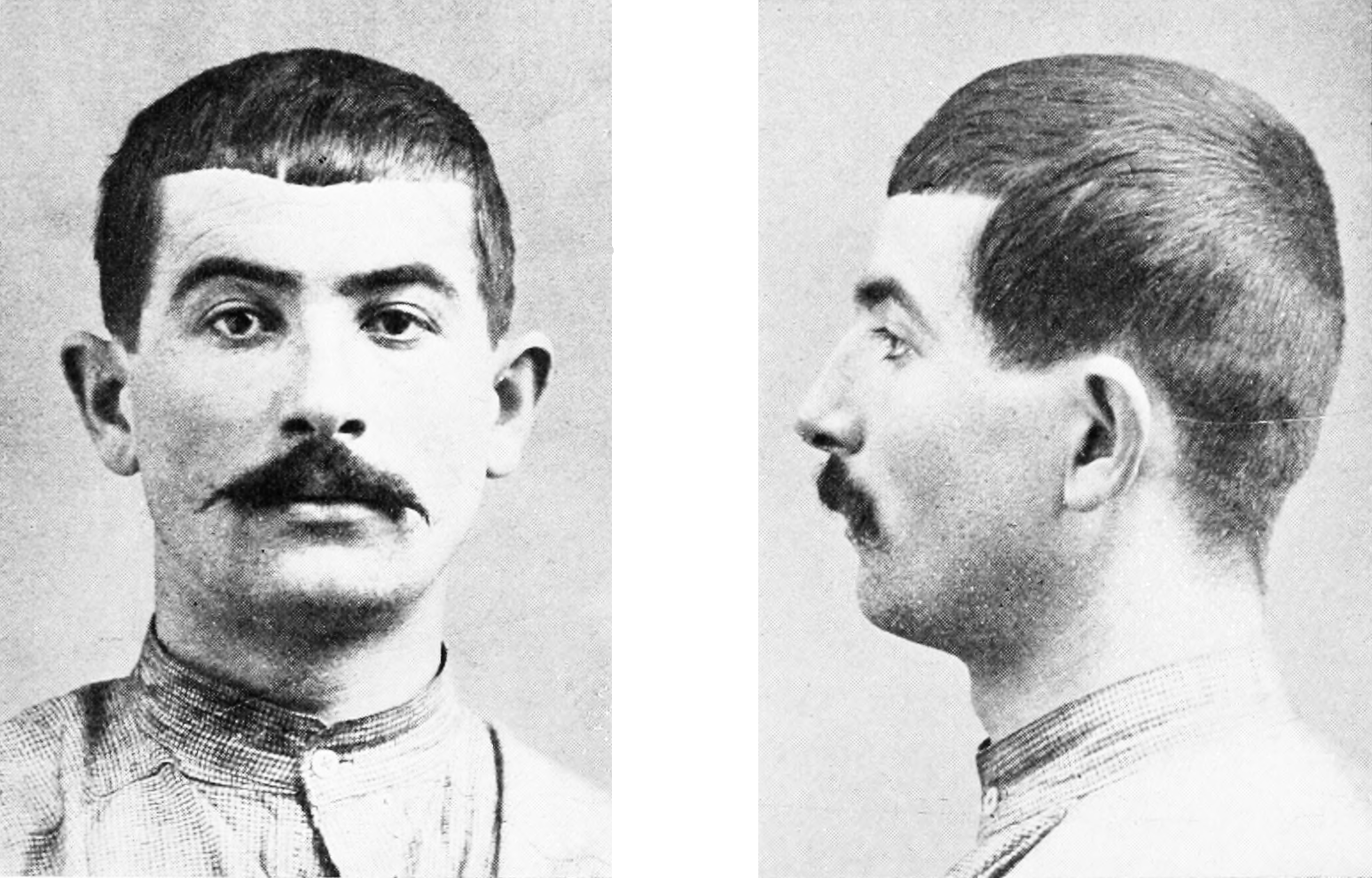
Француз (область Ланды) с соотношением ширины к длине головы в 90,4 %

Брахикефа́лия (от др.-греч. βραχύς «короткий» и ϰεφαλή «голова»; также брахицефалия, короткоголовость, широкоголовость) — относительно короткая и широкая форма головы человека, приближающаяся к округлой. Характеризуется высокими значениями головного указателя, или продольно-поперечного индекса, рассчитываемого как отношение поперечного к продольному диаметру головы (для черепного указателя применяется термин «брахикрани́я»). Методы измерения брахикефалии — кефалометрия и краниометрия. Ширина черепа при брахикефалии больше 0,8 его длины (головной указатель составляет свыше 81,0 %, черепной указатель — свыше 80,0 %).
Брахикефалия противопоставляется низкому значению головного указателя — долихокефалии (с длинными и узкими пропорциями головы). Промежуточное положение между брахикефалией и долихокефалией занимает мезокефалия (среднее значение головного указателя с усреднёнными пропорциями головы). Для крайних значений брахикефалии в расоведении используются термины «гипербрахикефалия» и «ультрабрахикефалия». Головной указатель при гипербрахикефалии составляет 85,0 — 89,9 %, при ультрабрахикефалии — 90,0 — 94,9 %. Также известна такая градация короткоголовости, как суббрахикефалия, значения которой локализуются между значениями мезокефалии и брахикефалии. В параметрах черепного указателя иногда выделяют также мезобрахикранию.
Брахикефалия в числе прочих параметров головного указателя имеет важное значение в характеристике человеческих рас. Брахикефалия является одним из характерных признаков, например, для представителей североазиатской монголоидной расы и негритосского антропологического типа меланезийской расы. У некоторых антропологических типов и рас брахикефалия может принимать крайние значения, так, например, гипербрахикефалия зачастую присуща представителям балкано-кавказской европеоидной расы.
Брахикефалия встречается только у современного человека, для ископаемых гоминид (неандертальцев, синантропов, питекантропов и других) брахикефалия нехарактерна.
Процесс изменения пропорций головы в сторону брахикефалии, наблюдаемый в исторический отрезок времени, называется брахикефализацией. Такой процесс отмечается в большинстве человеческих популяций, для которых возможно проследить изменение антропологических признаков на достаточную временную глубину. Общепризнанной точки зрения, объясняющей причины брахикефализации (или обратного ей процесса — долихокефализации), в современной антропологии нет. В целом повышение значения головного указателя во многих группах наблюдается с эпохи средневековья, в то же время с 1950—1970-х годов в ряде популяций брахикефализация прекратилась и начался процесс понижения значения головного указателя (дебрахикефализация). Сильнее всего брахикефализация затронула Северную Евразию и практически не отмечается в Африке и во многих тропических районах Южной Азии и Океании.
В медицинской клинической практике брахикефалией (брахицефалией) называют вариант краниостеноза, который возникает в результате преждевременного заращения коронарного шва черепа из-за родовых травм или внутриутробно перенесённых инфекций.